# Peter Crawford
Peter Crawford, né le 6 novembre 1979 à Mount Isa, dans le Queensland, est un joueur australien, de basket-ball. Il évolue au poste d'arrière.